# Sociedad Química y Minera de Chile
Sociedad Química y Minera de Chile est une entreprise chilienne fondée en 1968, et faisant partie de l'IPSA, le principal indice boursier de la bourse de Santiago du Chili. Il s'agit d'une des principales entreprises dans les secteurs miniers et chimiques du pays.

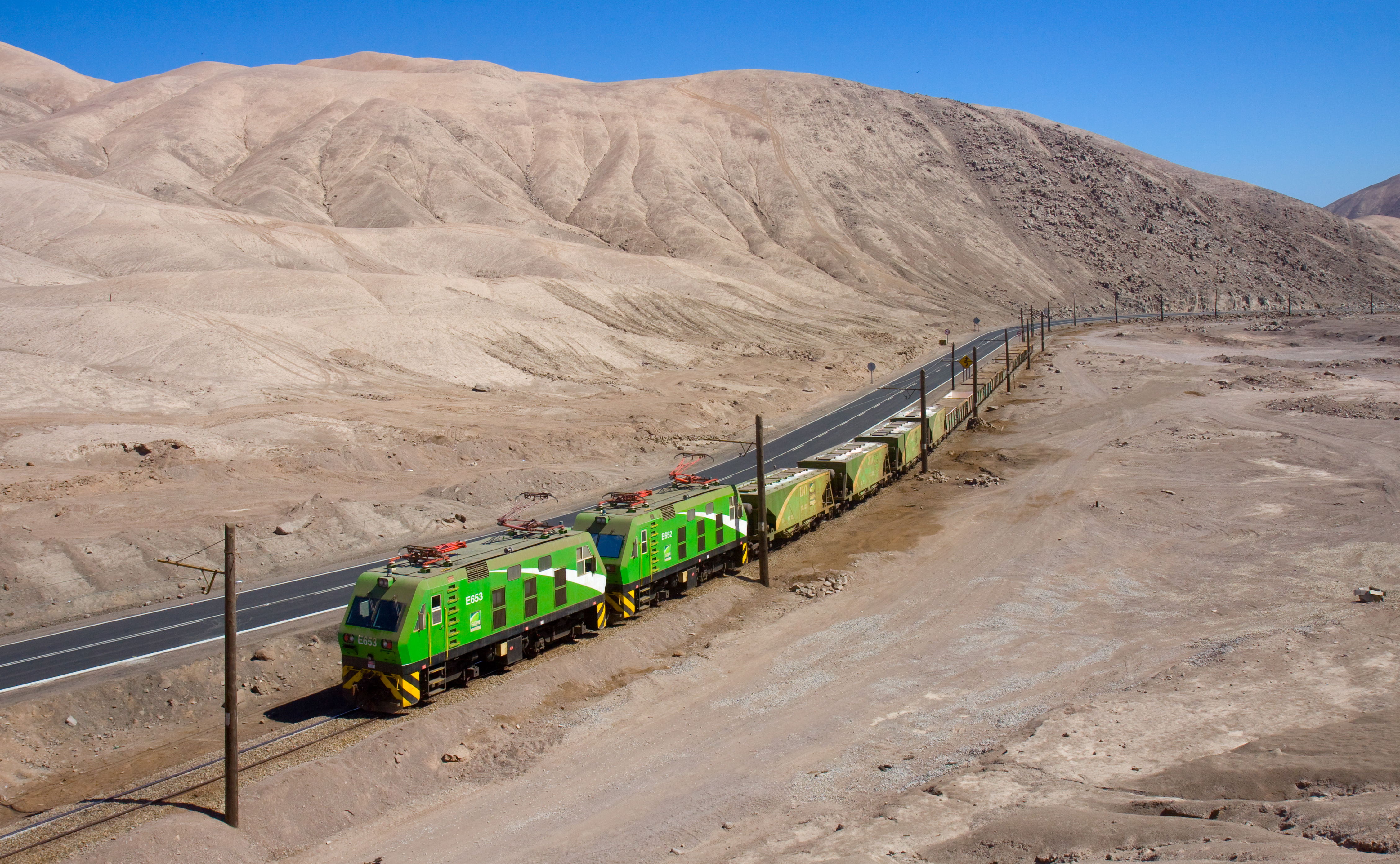
Un train tracté par deux locomotives électriques modernes près de Barriles.

L'entreprise possède une ligne de chemin de fer allant de Maria Elena à Barilles (traction diesel) et de Barilles à  Tocopilla (traction électrique).

## Historique
En décembre 2018, Tianqi Lithium annonce l'acquisition d'une participation de 23,77 % dans Sociedad Química y Minera de Chile pour 4,1 milliards de dollars.